# Темкіно (Увинський район)
Те́мкіно (рос. Темкино) — виселок  у складі Увинського району Удмуртії, Росія.

## Населення
Населення — 19 осіб (2010; 37 в 2002).
Національний склад станом на 2002 рік:
- удмурти — 76 %

## Урбаноніми[3]
- вулиці — Темкінська